# Нахратов, Владимир Владимирович
Владимир Владимирович Нахратов (12 августа 1973, Суворов) — российский футболист, нападающий, игрок в мини-футбол, тренер.
Воспитанник футбольной школы «Зенита», чемпион СССР среди команд футбольных школ 1991. 1992 год провёл в команде второй лиги «Космос-Кировец», в 1993 году играл в первой лиге за «Смену-Сатурн». В 1994 году вместе с Александром Захариковым и Дмитрием Куцем перешёл в китайский клуб «Шанхай Шеньхуа» из города-побратима Петербурга, стал чемпионом Китая. 1996 год провёл в клубе «Гуандун Хунъюань». 1997 год начал в клубе первой российской лиги «Локомотив» СПб, но получил тяжёлую травму, пропустил 1,5 года и перешёл в мини-футбол. Играл в высшей лиге и Суперлиге чемпионата России за клубы «Зенит» СПб (1998/99), «Политех» СПб (1999/2000 — 2000/01), «Финпромко-Альфа» Екатеринбург (2001/02), «Приволжанин» Казань (2002/03 — 2003/04), «Дина» Москва (2004/05), «Динамо» СПб (2007/08 — 2008/09).
Выпускник Института текстильной промышленности, кандидат технических наук. Выпускник Университета имени Лесгафта.
Позже — игрок и тренер команд Санкт-Петербурга по мини-футболу. Начальник отдела спортивной работы ФОК Калининского района.

## Достижения
- Чемпион Китая по футболу: 1995
- Обладатель Кубка России по мини-футболу: 2001
- Обладатель Кубка обладателей кубков по мини-футболу: 2002